# Antropogonía

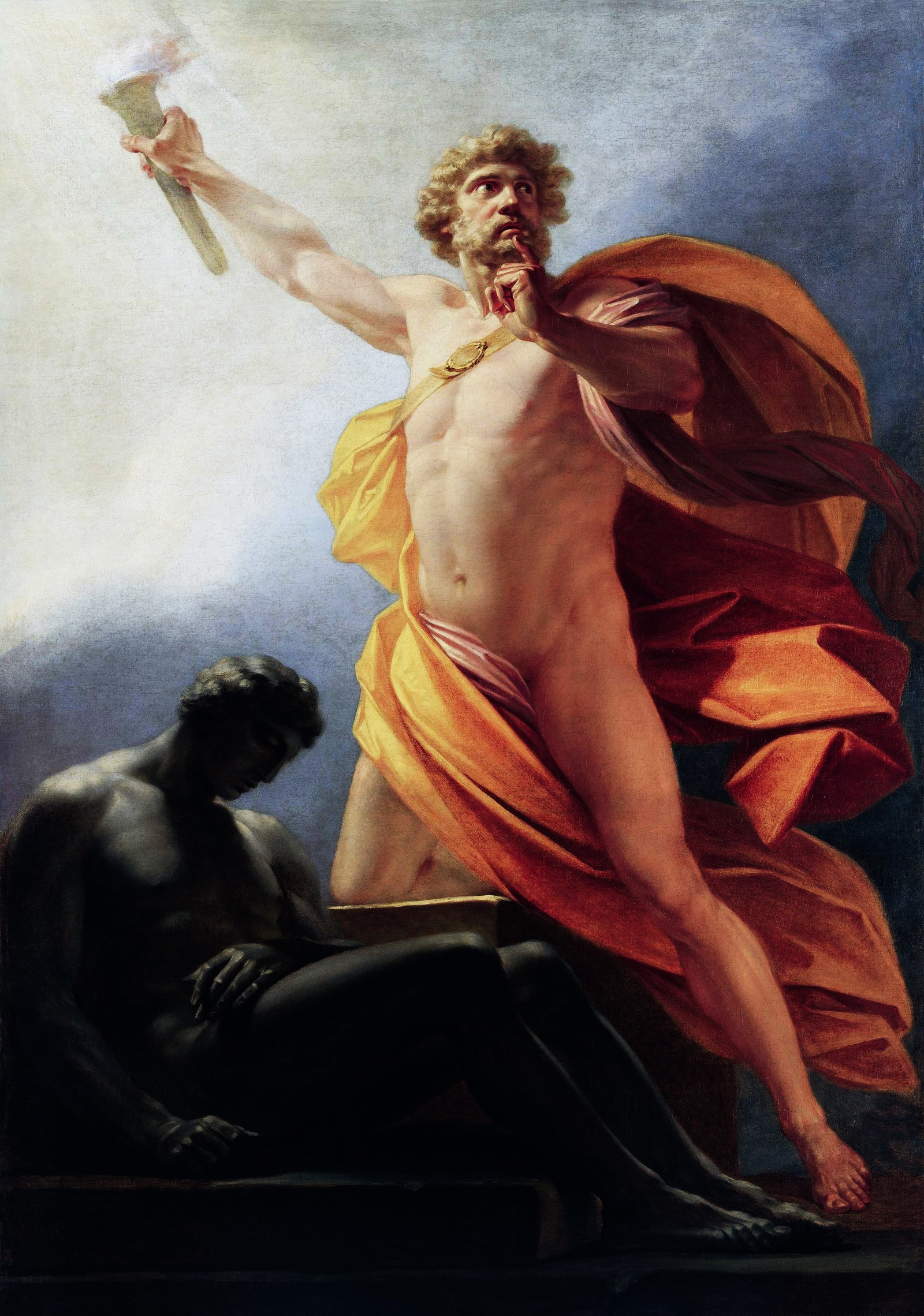
Prometeo lleva el fuego a la humanidad, de Heinrich Friedrich Füger (c. 1817).

La antropogonía es la explicación del origen de la humanidad y por extensión de su cultura a través de mitos o religión.

## La creación del hombre en Sumeria
Los sumerios, instalados en la Baja Mesopotamia, crearon varios relatos para la creación del hombre; en todos ellos aparece como siervo -aunque no esclavo- de los dioses. Ante la carencia de cuidados y atenciones, los dioses crearon a los hombres para que les hicieran templos, les confeccionaran vestidos y les consiguieran comida. Nammu creó al hombre con la arcilla del Abzu. Otras narraciones cuentan que el hombre brotó de la tierra igual que las plantas.

## La creación del hombre en Grecia
Existen varios mitos relacionados con la creación del hombre en la Antigua Grecia, el mito Pelasgo -el primer hombre-, el mito sobre las cinco edades o razas del hombre, el mito de Deucalión y Pirra y el mito del titán Prometeo, amigo de los hombres, para quienes robó el fuego a los dioses.
En el mito de los Pelasgos, el primer hombre que brotó de la tierra de Arcadia es Pelasgo, a él siguieron otros a los que enseñó a construir cabañas y a alimentarse de bellotas, y a coserse túnicas de piel de cerdo.
Según cuenta Hesiodo, el mito de las cinco edades o razas del hombre indica que, como un fruto más, los primeros hombres nacieron espontáneamente de la Tierra como súbditos de Crono. Estos primeros hombres fueron la denominada raza de oro, vivían sin preocupación, no envejecían y eran inmortales y desaparecieron. Vino la raza de plata, comedores de pan, creados también por acción divina. Estaban sometidos a sus madres y eran pendencieros. Zeus los destruyó a todos. Vino después la raza de bronce, nacieron como frutos de fresnos, comían carne además de pan y eran guerreros e insolentes. La peste se los llevó a todos. La cuarta raza también era de bronce, aunque más noble y generosa, habían sido engendrados por dioses en mujeres mortales. Lucharon por Tebas, son héroes y habitan los Campos Elíseos. La quinta raza es la raza actual de hierro, descendientes indignos de la cuarta. Son degenerados, crueles, maliciosos, lujuriosos, malos hijos y traicioneros.
En el mito del Titán Prometeo se cuenta que cuando ya estaba todo creado faltaba la criatura que pudiera albergar dignamente el espíritu. Prometeo bajó a la Tierra y cogiendo arcilla modeló una criatura a imagen de los dioses. Para animar esa arcilla modelada pidió a todos los animales cualidades, buenas y malas, y las encerró en el pecho de la figura. La olímpica Atenea, diosa de la sabiduría y amiga de Prometeo, quedó admirada e infundió en la figura el hálito divino.
El mito de Deucalión (hijo de Prometeo) y su mujer Pirra cuenta como éstos se salvaron del diluvio provocado por la ira de Zeus, al construir una balsa en el monte Parnaso que les permitió su salvación. Zeus finalmente se apiadó y paró el diluvio. Deucalión y Pirra pudieron finalmente bajar a tierra y vieron que no quedaba ninguno de su especie. Ante un templo a Temis suplicaron la regeneración de la raza exterminada. La diosa Temis respondió: arrojad detrás de vosotros los huesos de vuestra madre. Entendió Deucalión que se refería a la gran madre Tierra, por lo que fueron arrojando piedras que fueron convirtiéndose en humanos; las que arrojaba Deucalión tenían forma humana masculina y las que arrojaba Pirra forma femenina. Así recuerda el hombre la tosquedad y dureza de donde procede.

## La creación del hombre en el Génesis

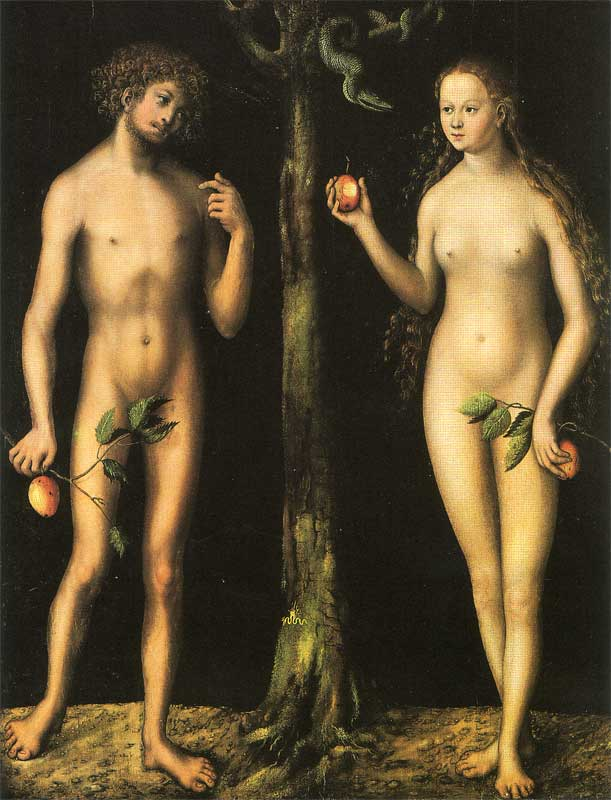
Adán y Eva, obra del pintor Lucas Cranach el Viejo.

El Génesis es el primer libro de la Torá ("La Ley" o Pentateuco) y también el primer libro del Tanaj, la biblia hebrea (conocida por los cristianos como el Antiguo Testamento). La biblia es el conjunto de libros canónicos del judaísmo y el cristianismo.
En los primeros capítulos del Génesis se describen en una forma popular el origen y creación del mundo, el hombre y la vida en general. La gran mayoría de los cristianos consideran los primeros capítulos del Génesis como escritos simbólicos, que no deben ser entendidos literalmente. Mientras que solo unos pocos, los creacionistas y defensores de la teoría del diseño inteligente, creen que sean históricamente correctos.
Es preciso señalar que la Iglesia Católica ha dado orientaciones no dogmáticas, sin cerrar por tanto la posibilidad de mayores precisiones teológicas- sostenidas actualmente por diversas opiniones exegéticas- en la "Respuesta de la Pontifica Comisión Bíblica" del 30 de junio de 1909: "Los tres primeros capítulos del Génesis contienen narraciones de hechos verdaderos, es decir, que responden a la realidad objetiva y verdad histórica; no fábulas mitológicas o cosmogónicas, ni meras alegorías o símbolos destituidos de fundamento objetivo, ni leyendas ejemplares, parte históricas, parte ficticias (Dub. 2). Hay que admitir el sentido literal histórico en los hechos que atañen a los fundamentos de la religión cristiana, cuales son, entre otros: la creación del universo por Dios al principio del tiempo; la peculiar creación del hombre; la formación de la primera mujer, hecha del primer hombre; la unidad del género humano; la felicidad original de los primeros padres en estado de justicia, integridad e inmortalidad; el precepto dado por Dios al hombre para probar su fidelidad; la transgresión del precepto divino, por persuasión del diablo bajo la apariencia de serpiente; la caída de los primeros padres de aquel estado primitivo de inocencia; además la promesa de un futuro Reparador (Dub. 3). No hay que entender siempre en sentido propio y material todas las expresiones, que a las veces son evidentemente metafóricas o antropomórficas (Dub. 5). Siendo la mente del hagiógrafo no dar un tratado científico de la naturaleza, sino más bien un conocimiento popular, no hay que interpretar su lenguaje con rigor científico (Dub. 7). La palabra "yom" (día) puede entenderse en sentido impropio o lato (Dub. 8)." La extensa cita pertenece al comentario del Génesis, capítulo 3, versículo 24 en la traducción de las Sagradas Escrituras de Monseñor Juan Straubinger. 
La historia de la creación del hombre en el Huerto del Edén aparece en el segundo capítulo. En el primer capítulo Dios crea primero a los animales, y entonces crea al hombre y a la mujer a su imagen, sin establecer ninguna prioridad entre ellos; pero en el segundo capítulo, en la creación del Huerto del Edén, muchos ven que Yahveh crea a los animales, Adán y finalmente crea a Eva de una costilla de Adán, o de su costado según la traducción (Génesis 2:18).
Junto con el origen del hombre, en el relato Bíblico encontramos fechas, que teniendo en cuenta la fecha comúnmente aceptada del diluvio universal de 2370 a. C. nos permiten retroceder en la corriente del tiempo hasta 4026 a. C. fecha en la que se sitúa la creación de Adán. Esto se determina según Génesis 5:3-29 y Génesis 7:6, 11.
Si sumamos los 1.656 años de Génesis 5 a 2370 a. C., llegamos a 4026 a. C. para la creación de Adán, quizás en el otoño, puesto que en el otoño comenzaba el año en los calendarios más antiguos.

Y creó Dios al hombre a su imagen, a imagen de Dios lo creó; varón y hembra los creó. (Génesis, 1.27)

De la costilla que le había sacado al hombre, el Señor Dios formó una mujer y se la presentó al hombre. (Génesis, 2.22)

## La creación del hombre en el Corán
El Corán es el libro sagrado del islam (religión monoteísta abrahámica), que para los musulmanes contiene la palabra de Dios. En el Corán, referido a Alá, se dice:

Dice Dios a los ángeles, Yo voy a crear un sucesor en la tierra. Le dicen vas a crear en ella quien la manipule, y derrame la sangre. Dice Yo sé lo que no sabéis. Enseño a Adán todos los nombres y le enfrentó a los ángeles. Les preguntó que nombren las cosas si las saben. Dijeron Oh Dios, no tenemos más conocimiento que lo que nos enseñaste.[cita requerida]

En el Corán la creación del hombre es muy parecida a lo que está en la Biblia. Una divinidad crea a Adán y de su costilla lateral crea a Eva, y por haber cometido el pecado de desobedecer lo que Alá les ordenó tras seguir al diablo, Alá ordena su bajada a la tierra en el mejor estado entre las criaturas, según dice el Corán.[cita requerida]

## La creación del hombre en la religión escandinava

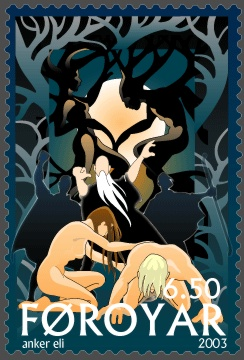
Askr y Embla naciendo de los troncos, según la mitología escandinava.

Para la mitología nórdica existen dos versiones o mitos sobre el origen del primer hombre. En uno de los mitos el primer hombre -Askr o fresno- y la primera mujer -Embla u olmo- nacen de los troncos de los árboles a los que tres dioses -Odín, Vili y Ve- dotan de vida. En otra versión dos seres humanos salen del árbol cósmico Yggdrasill.

## La creación del hombre en la religión Hindú
En la religiones hinduistas, Manu es el nombre del primer ser humano, y el primer rey que reinó sobre la Tierra; quién posteriormente fue salvado de un diluvio universal.

## Otros relatos sobre la creación y el origen del hombre
Todas las culturas y religiones tienen relatos o mitos sobre la creación del mundo y también sobre la creación del hombre. Los mitos sobre la creación son historias mitológico-religiosas que suelen describir la creación del mundo, del primer hombre, de la Tierra, la vida y, en general, del universo usualmente como un acto deliberado de creación realizado por una o más deidades.